# Orovnica
Orovnica je malá obec na Slovensku v okrese Žarnovica v Banskobystrickém kraji. Dle statistik z konce roku 2011 zde žilo 547 obyvatel. Starostkou Orovnice je od roku 2010 Katarína Forgáčová.
První písemná zmínka o obci pochází z roku 1209, v roce 1934 byl dokončen římskokatolický kostel sv. Don Boska.